# Poule des Asturies
La poule des Asturies (Pita Pinta Asturiana) est la seule race de poule originaire de la principauté des Asturies, au nord-ouest de l'Espagne. 
Cette race est homologuée en France, à titre définitif, par la commission des standards du 6 février 2010. A ce jour (liste du 23 janvier 2023) trois variétés sont reconnues par la Fédération Française des Volailles: blanc, noire tacheté blanc et ocre tacheté blanc.

## Étymologie
Son nom vient de l'asturien, dans lequel pita signifie « poule » et pinta signifie « peinte » ou « tachetée ».

## Histoire
Cette race est rattachée à la branche des poules domestiques de la côte Atlantique et a des origines communes avec d'autres races du nord de l'Espagne, comme l'Euskal Oiloa du Pays Basque. Avec l'industrialisation de la production d'œufs dans les années 1960 dans les Asturies, les effectifs de la poule des Asturies chutent vertigineusement, jusqu'à frôler l'extinction. La situation ne s'améliore que dans les années 1990. Une association d'éleveurs, l'Asociación de Criadores de la Pita Pinta Asturiana, est fondée en 2003; ses cinquante-deux membres élèvent alors mille huit cent quarante deux individus. Un livre généalogique est établi en 2005; à la fin de l'année 2013, c'est un total de deux mille cent soixante-douze oiseaux qui est comptabilisé.

## Caractéristiques
La Pita Pinta est compacte et de poids moyen, environ 4 à 4,5 kg pour le coq et 2,5 à 3 kg pour la poule. La crête unique comprend cinq à sept pointes, plus petite chez la femelle que chez le mâle. Les oreillons sont toujours rouges et les yeux orange. La peau est jaunâtre, les pattes et le bec sont jaunes avec des taches noires. Cette race connaît cinq coloris : Pinta Negra (noir tacheté), Pinta Roxa (brun-rouge tacheté), Blanca (blanc) et Abedul (noir).
Pour la variété Pinta Negra, les plumes sont noires piquetées de blanc, ce qui donne cet aspect tacheté caractéristique.
La bague est de 20 mm pour les coqs et de 18 mm pour les poules.

## Élevage
La Pita Pinta est une bonne pondeuse, régulière et résistante, qui s'adapte bien à son environnement. Les coquilles d'œufs sont de couleur crème brûlée et les œufs pèsent de 60 à 65 grammes.